# Carl Langbehn
Carl Langbehn (Padang, Indes orientales néerlandaises, 6 décembre 1901 - Berlin, 12 octobre 1944) était un avocat allemand membre de la résistance au nazisme.
Sous la république de Weimar, Langbehn est membre du Parti populaire allemand. Il rejoint le parti nazi en 1933, mais devient rapidement un critique du régime. Il a été l'avocat de Günther Gereke. Il est en relation avec Heinrich Himmler, leurs filles fréquentant la même école. En 1943 il est informé que Himmler est intéressé par l'idée d'une paix négociée, à l'insu d'Hitler.  Il organise une rencontre entre Himmler et Johannes Popitz, qui suggère un coup d'État, la guerre étant perdue, mais Himmler ne se montre pas intéressé.
Langbehn est un ami et un conseiller de Christabel Bielenberg (en) et de son époux Peter. En septembre 1943, il se rend en Suisse où il rencontre Allen Welsh Dulles de l'OSS pour connaître les intentions des alliés et apprend que ceux-ci veulent une reddition sans condition. Il est arrêté par la Gestapo à son retour et traduit devant la Volksgerichtshof présidée par Roland Freisler. Condamné à mort, il est pendu à la prison de Plötzensee, à Berlin.

## Télévision
- En 1988, Sam Kelly (en) joue le rôle de Langbehn dans la série télévisée britannique en quatre épisodes Christabel (en).
- Dans le film russe L'Orchestre rouge d'Alexandre Aravine, sorti en 2004, son rôle est joué par Pauls Butkēvičs.